# FC Slobozia Mare
FC Slobozia Mare (rum. Fotbal Club Slobozia Mare) – mołdawski klub piłkarski, mający siedzibę we wsi Slobozia Mare rejonu Kaguł na południu kraju.

## Historia
Chronologia nazw:
- 1958: Moldova Slobozia Mare (ros. «Молдова» Слободзия-Маре)
- 1997: klub rozwiązano
- 2001: FC Slobozia Mare
- 2012: FC Slobozia Mare Speranța-2
- 2013: FC Slobozia Mare

Klub piłkarski Moldova Slobozia Mare został założony w miejscowości Slobozia Mare w roku 1958 i reprezentował miejscowy kołchoz o tej samej nazwie. Zespół występował w rozgrywkach lokalnych. W 1989 zajął pierwsze miejsce w lidze okręgowej i wziął udział w republikańskich mistrzostwach organizowanych przez związki zawodowe zajmując trzecie miejsce.
Po uzyskaniu niepodległości przez Mołdawię i organizowaniu własnych mistrzostw klub startował w 1992 w rozgrywkach Divizia B "Sud". W sezonie 1994/95 zwyciężył w grupie Central i awansował do Divizia A. Debiutowy sezon 1995/96 zakończył na 14.pozycji, ale potem przed rozpoczęciem nowego sezonu zrezygnował z rozgrywek ligowych. W Pucharze Mołdawii dotarł do 1/16 finału, a następnie z powodów finansowych został rozwiązany.
W 2001 klub został odrodzony jako FC Slobozia Mare i startował w Divizia B "Sud". W sezonie 2012/13 po nawiązaniu współpracy z klubem Speranța został wzmocniony i jako FC Slobozia Mare Speranța-2 zajął drugie miejsce w Serie Sud zdobywając awans do Divizia A. Przed rozpoczęciem nowego sezonu 2013/14 wrócił do nazwy FC Slobozia Mare, ale zajął ostatnie 13.miejsce i spadł z powrotem do Divizia B "Sud".

## Sukcesy

### Trofea międzynarodowe
Nie uczestniczył w rozgrywkach europejskich (stan na 31-12-2017).

### Trofea krajowe
| \| \| Zdobyte trofea w rozgrywkach Mołdawii (stan na: 31-12-2017) \| |                                                             |      |          |
| Rozgrywki                                                            | Osiągnięcie                                                 | Razy | Sezon(y) |
| Mistrzostwo                                                          | I miejsce                                                   | 0    |          |
| Mistrzostwo                                                          | II miejsce                                                  | 0    |          |
| Mistrzostwo                                                          | III miejsce                                                 | 0    |          |
| Puchar                                                               | zdobywca                                                    | 0    |          |
| Puchar                                                               | finalista                                                   | 0    |          |
| Puchar                                                               | 1/8 finału                                                  | 1    | 2003/04  |
| II liga                                                              | I miejsce                                                   | 0    |          |
| II liga                                                              | II miejsce                                                  | 0    |          |
| II liga                                                              | III miejsce                                                 | 0    |          |
| II liga                                                              | 13.miejsce                                                  | 1    | 2013/14  |
| Mołdawia                                                             | Zdobyte trofea w rozgrywkach Mołdawii (stan na: 31-12-2017) |      |          |

- Divizia B "Sud":
  - mistrz (1x): 1994/95
  - wicemistrz (1x): 2012/13
  - 3.miejsce (2x): 2003/04, 2011/12

## Stadion
Klub rozgrywa swoje mecze domowe na stadionie w Slobozia Mare, który może pomieścić 2000 widzów.